# Trisol Music Group
Trisol Music Group, Trisol, är ett tyskt skivbolag grundat 1997 med säte i Hessen-orten Dieburg. Trisols anslutna artister förenas genom deras mörka, alternativa stil som främst täcker upp genrer såsom goth, darkwave och industrial. Till några av skivbolagets större namn genom åren kan nämnas ASP, L'Âme Immortelle och Emilie Autumn.
Trisol gick ursprungligen under namnet Trinity Records som grundades av Alex Storm och Johnnie Clapper. Man äger idag ett flertal dotterbolag, däribland Apocalyptic Vision, Armageddon Shadow, Matrix Cube, Sad Eyes och Weisser Herbst.

## Artister
- 7th Moon
- Alex Fergusson
- Ancient Ceremony
- ASP
- Attrition
- Autumn Angels
- Black Heaven
- Black Tape for a Blue Girl

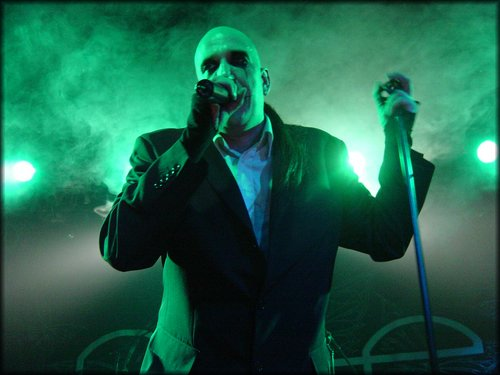
NDH-bandet ASP anslöt sig till Trisol år 2000 och har givit ut samtliga sju album på skivbolaget.

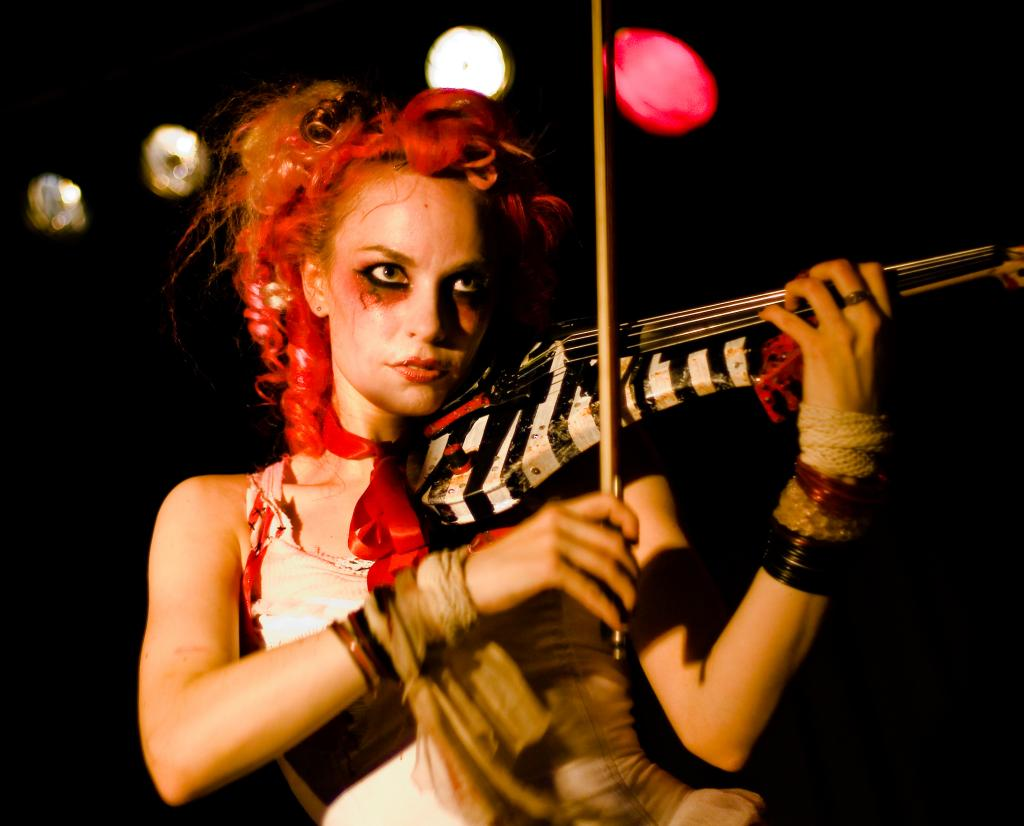
Den amerikanska violinisten och sångerskan Emilie Autumn var ansluten 2006–09.

- Calandra (Dust of Basement-sidoprojekt av Birgitta Behr)
- Cenobita
- Chamber
- Charlie Clouser
- Christian Death
- Cinema Strange
- Clan of Xymox
- C02
- DBS
- Die Form
- Dope Stars Inc.
- Emilie Autumn (2006–09)
- Ext!Ze
- Garden of Delight
- The Girl & The Robot
- Janus
- Kirlian Camera
- L'Âme Immortelle
- London After Midnight
- Lore
- Mantus
- Monica Jeffries
- Moi dix Mois
- MÜLLÉR OF DEATH!
- Nachtmahr
- Ostara
- Perfidious Words
- Persephone
- Pilori
- Project Pitchfork
- Punto Omega
- Rome
- Rosa CRVX
- Rotersand
- Samsas Traum
- Schwarzer Engel
- Sopor Aeternus (på underbolaget Apocalyptic Vision)
- Spectra Paris
- Sieben
- Spiritual Front
- The Candy Spooky Theater
- The Deadly Ensemble
- Tying Tiffany
- Wolfenmond
- XPQ-21
- Zeromancer